# Südwestrumänien-Oltenia

Südwestrumänien-Oltenia

Südwestrumänien-Oltenia (rumänisch Sud-Vest Oltenia oder Sud-Vest) ist eine der acht Planungsregionen in Rumänien auf der Ebene NUTS 2. Wie andere Entwicklungsregionen hat sie keine Verwaltungsbefugnisse. Ihre Hauptaufgabe ist die Koordinierung regionaler Entwicklungsprojekte und die Verwaltung von EU-Mitteln.

## Geografie
Die Entwicklungsregion Sud-Vest ist in etwa deckungsgleich mit der historischen Region Oltenia (82,4 %) und wird daher manchmal auch Regiunea de dezvoltare Sud-Vest Oltenia genannt. Die Donau bildet die natürliche Grenze zwischen Rumänien und Serbien im Südwesten und Bulgarien im Süden. Die Region besteht aus folgenden fünf Kreisen:
- Kreis Dolj
- Kreis Gorj
- Kreis Mehedinți
- Kreis Olt
- Kreis Vâlcea

## Demografie
Die Einwohnerzahl lag im Jahr 2021 bei 1.891.562 Personen auf ca. 29.000 km². 96,5 % der Bevölkerung sind Rumänen, 3,2 % sind Roma und 0,2 % gehören anderen Ethnien an.

### Bevölkerungsentwicklung
| Jahr             | Einwohnerzahl |
| ---------------- | ------------- |
| 1977 (Zensus)    | 2.354.265     |
| 1992 (Zensus)    | 2.457.515     |
| 2002 (Zensus)    | 2.330.792     |
| 2011 (Zensus)    | 2.075.642     |
| 2021 (Schätzung) | 1.891.562     |

## Wirtschaft
Im Jahr 2019 lag das regionale Bruttoinlandsprodukt je Einwohner, ausgedrückt in Kaufkraftstandards, bei 54 % des Durchschnitts der EU-27.